# Emotional Rescue (sång)
"Emotional Rescue" är en låt av gruppen The Rolling Stones, utgiven som singel den 20 juni 1980. Sången, som återfinns på Emotional Rescue, är skriven av Mick Jagger och Keith Richards 1979.